# Asarta albarracinella
Asarta albarracinella is een vlinder uit de familie snuitmotten (Pyralidae). De wetenschappelijke naam is voor het eerst geldig gepubliceerd in 1991 door Leraut & Luquet.
De soort komt voor in Europa.